# Lucilia nigrocoerulea
Lucilia nigrocoerulea este o specie de muște din genul Lucilia, familia Calliphoridae, descrisă de Macquart în anul 1843.
Este endemică în Réunion. Conform Catalogue of Life specia Lucilia nigrocoerulea nu are subspecii cunoscute.